# Robert F. Inger

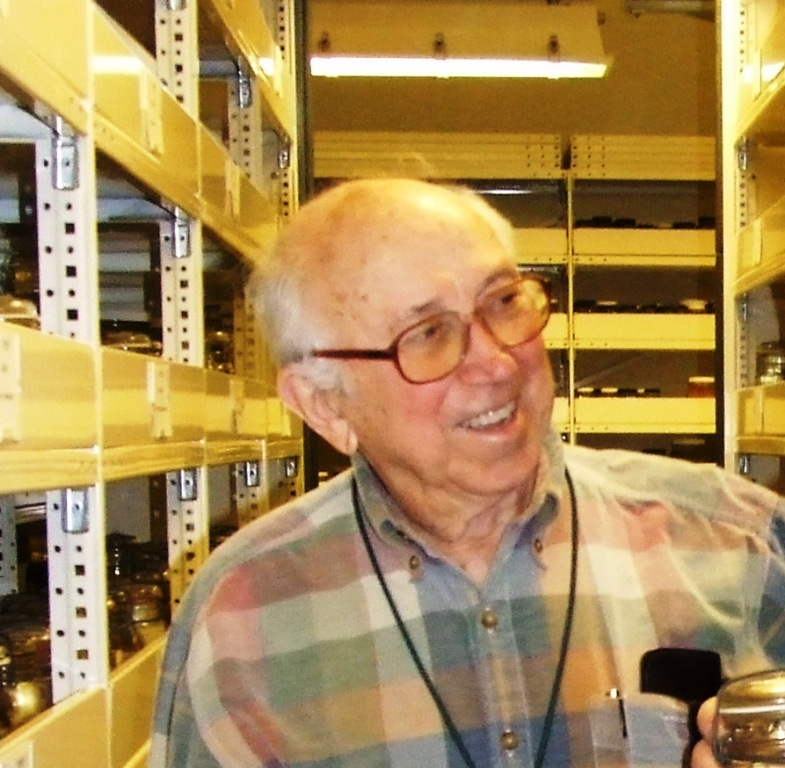
Robert F. Inger (2005)

Robert Frederick Inger (* 10. September 1920 in St. Louis, Missouri; † 12. April 2019 in Chicago, Illinois), in Publikationen häufig Robert F. Inger genannt, war ein US-amerikanischer Herpetologe.

## Leben
Robert Inger war der Sohn von Jacob Inger und Anna Bourd. 1946 heiratete er Mary Lee Ballew, die 1985 an Krebs starb. 1991 heiratete er Tan Fui Lian.
Ingers Biologielehrer an der Highschool war Julian Alfred Steyermark, der als Kurator für Botanik am Field Museum of Natural History in Chicago tätig war. Durch Steyermarks Einfluss kam Inger zum Field Museum, wo Karl Patterson Schmidt, Delbert Dwight Davis und Clifford H. Pope seine Mentoren wurden. Als Ergebnis seiner Mitarbeit im Museum hatte Inger bereits vor seinem Highschool-Abschluss fünf Publikationen geschrieben oder mitverfasst. 1942 erlangte Inger den Bachelor of Science an der University of Chicago.
Nach dem Studium wollte Inger sich freiwillig bei den United States Army Corps of Engineers melden, da das Armeekorps für Ingenieure nach einem Sommerkurs in Luftbildvermessung an der Universität sein Interesse geweckt hatte. Er wurde jedoch wegen seines schlechten Sehvermögens abgelehnt. Bald darauf wurde er eingezogen, wo er ohnehin bei den Armeekorps der Ingenieure eingesetzt wurde. Als Einheit der Armee von General George S. Patton in Frankreich und Deutschland erstellte seine Kompanie Karten vom Boden aus. Da sie an den Rändern des Hauptfeldzuges stationiert war, war Ingers Einheit nie unmittelbar an Kampfeinsätzen beteiligt.
1945 beendete Inger seinen Dienst in der Armee und kehrte zur University of Chicago zurück. Sein Hauptmentor war Karl Patterson Schmidt, der ihn ermunterte, seine Dissertation über die Systematik und Zoogeographie der philippinischen Amphibien zu schreiben und dafür die umfangreiche Sammlung am Field Museum of Natural History zu studieren. Schmidt gab Inger eine Stelle als Assistenzkurator der Fischabteilung, die er von 1949 bis 1953 innehatte. 1954 wurde Inger promoviert und als Clifford Pope im selben Jahr vorzeitig nach Kalifornien ging, wurde Inger sein Nachfolger als Kurator an der Abteilung für Amphibien und Reptilien. 1950 absolvierte Inger seine erste Expeditionsreise nach Borneo. Im Verlauf seiner Karriere folgten 22 weitere Reisen nach Borneo, die letzte im Jahr 2001. Er führte auch Feldarbeit in Malaysia, Thailand, Indien, China, Brunei und in Zaire durch. Ein wesentlicher Teil der Sammlungen der herpetologischen Abteilung des Field Museum besteht aus Exemplaren, die Inger zusammengetragen hatte. Allein durch seine Feldarbeit auf Borneo, wurden über 41.500 Proben der Abteilung hinzugefügt. Ingers Sammlungen enthalten extrem große Serien, die mit detaillierten Feldnotizen versehen sind. Im September 1994 ging er in den Ruhestand. Anschließend blieb er dem Museum als emeritierter Kurator verbunden.
1957 erschien in Zusammenarbeit mit Karl Patterson Schmidt Ingers bekanntestes Buch Living Reptiles of the World, das in mehrere Sprachen, darunter auf Deutsch unter dem Titel Knauers Tierreich in Farben: Reptilien übersetzt wurde.
Zwischen 1954 und 2009 beschrieb Inger rund 102 Amphibien- und Reptilienarten.

## Auszeichnungen und Dedikationsnamen
Im Jahr 2002 erhielt Robert Inger den Fitch Award der American Society of Ichthyologists and Herpetologists Nach Inger sind die Gattungen Ingerophrynus und Ingerana sowie die Arten Ameerega ingeri, Limnonectes ingeri, Ptychadena ingeri,  Philautus ingeri, Strabomantis ingeri und Pelophryne ingeri benannt. Im Jahr 2019 wurde die Geckoart Cnenaspis ingerorum nach Robert Inger und seiner Frau Tan Fui Lian Inger benannt.

## Schriften (Auswahl)
- Living Reptiles of the World (mit Karl Patterson Schmidt), 1957 (deutsche Übersetzung Knaurs Tierreich in Farben: Reptilien von Hans Wermuth, Droemer Knaur, 1969)
- The Fresh-Water Fishes of North Borneo (mit Chin Phui Kong), Fieldiana: Zoology, Bd. 45, 1962
- The Reptiles, 1966
- The Frogs of Sabah (mit Robert B. Stuebing), 1989
- The Natural History of Amphibians and Reptiles in Sabah (mit Tan Fui Lian), 1996
- A Field Guide to the Frogs of Borneo (mit Robert B. Stuebing), 1997
- A Field Guide to the Snakes of Borneo (mit Robert B. Stuebing), 1999
- A Field Guide to the Frogs of Borneo (2. Auflage mit Robert B. Stuebing), 2005
- Natural History Of Amphibians And Reptiles In Sabah (2. Auflage mit Tan Fui Lian), 2010